# District de Warangal
Le district de Warangal  (télougou : వరంగల్ జిల్లా) est un ancien district de l'État du Telangana.

## Histoire
Il a été découpé en 2016 pour donner les districts de Warangal urbain, Warangal rural, Jangaon, Jayashankar Bhupalpally et Mahabubabad.

## Géographie
Au recensement de 2011, sa population était de 3 512 576 habitants pour une superficie de 12 846 km2.

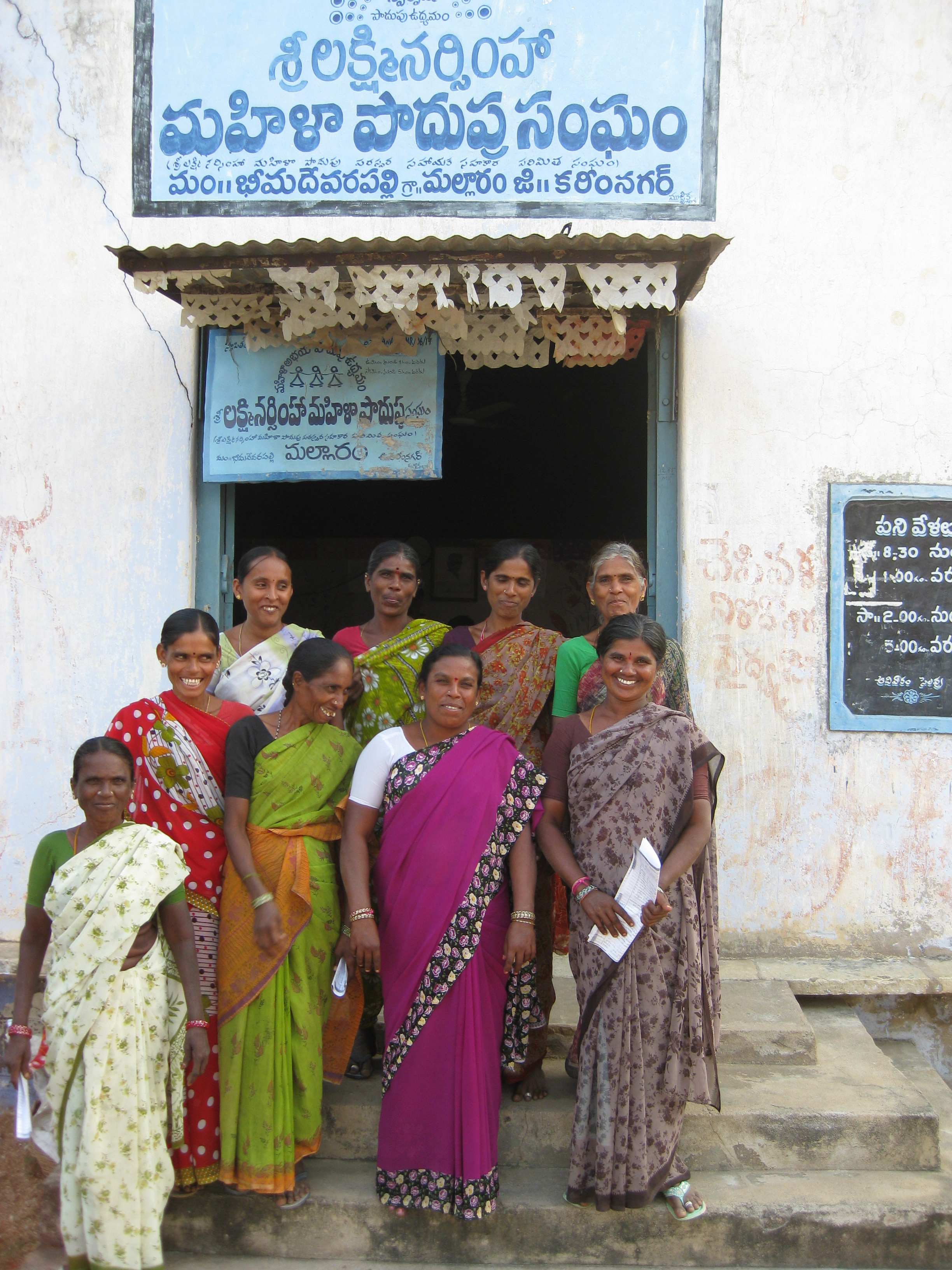
Les membres du Conseil devant leur coopérative à Mulukanoor.

Son chef-lieu est Warangal.